# Quivicán
Quivicán est une ville et une municipalité de Cuba dans la province de Mayabeque.

## Géographie

### Situation
Quivicán se trouve dans la partie occidentale de l'île de Cuba, dans le sud-ouest de la province de Mayabeque, 
à 40 km sud de La Havane 
et 35 km sud-ouest de sa capitale de province San José de las Lajas.

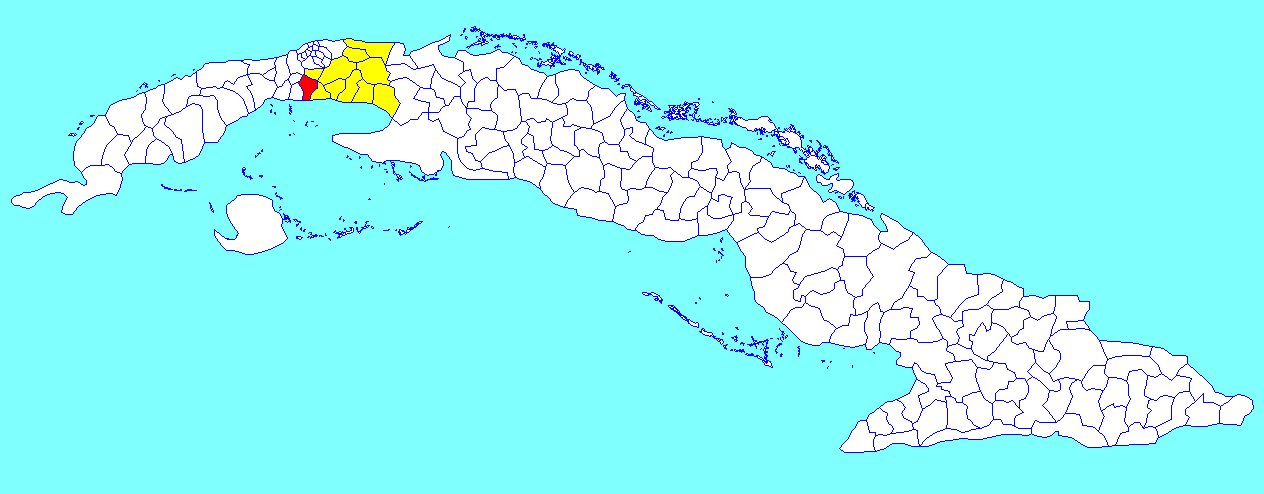
Municipalité de Quivicán dans la province de Mayabeque

### Divisions administratives
Quivicán a quatre consejos populares :
- La Salud
- Quivicán
- Central Noriega
- San Felipe

## Population
En 2022, la population était estimée à 30 016 habitants ; pour une surface de 240,1 km2, la densité de population est de 125 habitants/km².

## Personnalités nées à Quivicán
- Bebo Valdés, pianiste de jazz et compositeur, né en 1918
- Chucho Valdés, son fils, pianiste de jazz, né en 1941